# Schleimhautblutungszeit
Die Schleimhautblutungszeit (en. Buccal Mucosal Bleeding Time) ist ein diagnostischer Test, der in der Tiermedizin zur Untersuchung und Differenzierung von Blutgerinnungsstörungen eingesetzt wird. Er dient als Funktionstest der Blutplättchen und damit der primären Hämostase und liefert so einen Anhaltspunkt für die Unterscheidung zwischen Thrombopathien und Koagulopathien. Ein analoger Test in der Humanmedizin ist die Bestimmung der Blutungszeit.

## Indikationen
Die Schleimhautblutungszeit wird bei Tieren untersucht, bei denen ein klinischer Verdacht auf eine Blutgerinnungsstörung besteht. Die Untersuchung kann auch routinemäßig beim Screening von Welpen gefährdeter Hunde- und Katzenrassen (Von-Willebrand-Erkrankung) oder als Vorsorgeuntersuchung vor einem chirurgischen Eingriff durchgeführt werden.

## Durchführung
Die Untersuchung wird heute normalerweise mit Hilfe einer Einweg-Fliete durchgeführt, bei denen eine in eine Plastikhalterung eingebaute gefederte Lanzette auf Knopfdruck einen kleinen Schnitt von standardisierter Länge und Tiefe in der Maulschleimhaut setzt. Der Schnitt wird dabei auf der Innenseite der Lefze oder im Zahnfleisch gesetzt. Sofort danach wird steriles Löschpapier unter, aber nicht in die Wunde gehalten und die Zeit gemessen, bis kein Blut mehr aus der Wunde austritt.

## Interpretation
Die normale Dauer der Blutung beträgt nach dem Schnitt bei Hunden zwei bis vier Minuten, bei Katzen bis 3,3 Minuten. Eine verlängerte Blutungszeit deutet auf eine Funktionsstörung der Blutplättchen (Thrombopathie) oder auf einen Blutplättchenmangel (Thrombozytopenie) hin. Bei Störungen der sekundären Hämostase (Koagulopathie) ist die Schleimhautblutungszeit normalerweise nicht verlängert, es kann allerdings nach einiger Zeit zu Nachblutungen kommen. Differenzialdiagnostisch kann eine verlängerte Schleimhautblutungszeit sehr selten auch durch strukturelle Defekte der Gefäßwand verursacht sein.